# سی و یکمین دوره جوایز بفتا
سی و یکمین دوره جوایز بفتا (به انگلیسی: 31st British Academy Film Awards) در سال ۱۹۷۸ به افتخار فیلم ۱۹۷۷ در لندن برگزار شد.

## جوایز و نامزدها
| سال       | رده                       | نام بازیگر       | نام فیلم |                   |
| --------- | ------------------------- | ---------------- | -------- | ----------------- |
| ۱۹۷۷ 31st | بهترین بازیگر نقش اول مرد |                  |          |                   |
| ۱۹۷۷ 31st | بهترین بازیگر نقش اول مرد | پیتر فینچ        | شبکه     | Howard Beale      |
| ۱۹۷۷ 31st | بهترین بازیگر نقش اول مرد | وودی آلن         | آنی هال  | Alvy "Max" Singer |
| ۱۹۷۷ 31st | بهترین بازیگر نقش اول مرد | ویلیام هولدن     | شبکه     | مکس شومیکر        |
| ۱۹۷۷ 31st | بهترین بازیگر نقش اول مرد | سیلوستر استالونه | راکی     | راکی بالبوآ       |

- بهترین بازیگر نقش اول زن دایان کیتن
- بهترین بازیگر نقش مکمل مرد دوارد فاکس
- بهترین بازیگر نقش مکمل زن جنی اگاتر
- بهترین کارگردان 'وودی آلن' برای فیلم آنی هال
- بهترین فیلم آنی هال
- جایزه بفتای بهترین فیلمنامه آنی هال